# Alberto Pérez Zabala
Alberto Pérez Zabala (Bilbao, 6 aprile 1925 – Madrid, 7 agosto 2014) è stato un calciatore spagnolo.

## Carriera
In attività giocava come portiere. Con l'Atlético Madrid vinse due campionati.